# Treasure (groupe)
 (janvier 2021).
Si vous disposez d'ouvrages ou d'articles de référence ou si vous connaissez des sites web de qualité traitant du thème abordé ici, merci de compléter l'article en donnant les références utiles à sa vérifiabilité et en les liant à la section « Notes et références ».
 (janvier 2021).
Pour les articles homonymes, voir Treasure.
Treasure (hangeul : 트레저), stylisé TREASURE, est un boys band sud-coréen, originaire de Séoul. Il a été formé par l'agence YG Entertainment. Il est originellement composé des vainqueurs de l'émission YG TREASURE BOX : Hyunsuk, Jihoon, Yoshi, Junkyu, Mashiho, Jaehyuk, Asahi, Yedam, Doyoung, Haruto, Jeongwoo et Junghwan. Yedam et Mashiho quitte le groupe en novembre 2022. Le groupe débute le 7 août 2020 avec l'album single The First Step: Chapter One.

## Biographie

### 2018: YG Treasure Box
Le 16 novembre 2018, YG Entertainment lance sa nouvelle émission "YG TREASURE BOX". Il s'agit d'une émission de survie qui met en compétition 29 stagiaires dans le but de créer un tout nouveau boys-band au sein de l'agence. Les participants étaient répartis dans 4 équipes différentes, Treasure A, B, C et J. Au fil des missions, les participants avaient la possibilité d'intégrer l'équipe qui allait débuter, nommée Treasure, et devaient faire tout leur possible pour garder leur place de "treasure" ou essayer d'intégrer l'équipe.

### 2019: Formation du groupe
Le 18 janvier 2019, la finale de l'émission est diffusée. À la suite de cela, les quatre premiers membres officiels du groupe sont annoncés, à savoir : Haruto Watanabe, So Jung-hwan, Bang Ye-dam, et Kim Jun-kyu. Yang Hyun-suk, chargé du projet, fait savoir à la fin de l'émission que les autres membres seraient dévoilés dans les prochains jours.
Le 21 janvier, Park Jeong-Woo est ajouté au groupe, puis c'est au tour de Yoon Jae-hyuk le 23 janvier, et enfin de Choi Hyun-suk le 25 janvier 2019.
Le 28 janvier 2019, YG Entertainment annonce que le groupe se nommera "TREASURE" en référence à l'émission qu'ils ont remporté et qui leur a permis de débuter.
Quelques jours plus tard, le 7 février 2019, YG Entertainment annonce qu'un deuxième groupe nommé "MAGNUM" fera ses débuts avec d'autres participants de l'émission. Les participants en question sont : Mashiho, Doyoung, Yoonbin, Jihoon, Yoshi et Asahi. L'agence annonce également vouloir réunir TREASURE et MAGNUM en un seul groupe sous le nom de "TREASURE 13". Le but est de faire en sorte que les 13 membres effectuent leur promotion ensemble, tout en faisant des activités dans leurs groupes respectifs.
Le 14 juin 2019, Yang Hyun-suk, touché par plusieurs affaires judiciaires, annonce qu'il quitte son poste de PDG de YG Entertainment, repoussant les débuts du groupe TREASURE.
Le 31 décembre 2019, Yoonbin annonce qu'il quitte le groupe, préférant poursuivre sa carrière en tant que soliste.

### 2020: Débuts officiels et fusion des deux groupes
Le 6 janvier 2020, à la suite du départ de Yoonbin, YG Entertainment annonce un changement majeur dans les futurs plans du groupe. L'agence annonce que les deux groupes seront fusionnés sous le nom de TREASURE, et que les membres du groupes, désormais au nombre de 12, participeront à l'écriture des paroles et à la composition de leurs futures musiques.
Le 12 mai, YG Entertainment annonce, à travers une vidéo, que les débuts du groupes sont planifiés pour le mois de juillet.
Le 21 mai, l'agence annonce que le membre Bang Ye-dam, réalisera un single solo avant les débuts du groupe.
Fin juillet, l'agence annonce que le groupe débutera officiellement le 7 août avec l'album single The First Step: Chapter One. Le groupe fait ses débuts ce jour-là avec le single Boy.

### 2025: Changement de Leaders
A partir de la nouvelle année 2025, Jihoon et Hyunsuk passent leurs leaderships à Junkyu et Asahi.

## Membres
| Nom de scène | Nom de scène | Nom de naissance   | Nom de naissance             | Date de naissance | Nationalité            | Positions                                         |
| Nom          | Coréen       | Romanisé           | Coréen / Japonais            | Date de naissance | Nationalité            | Positions                                         |
| ------------ | ------------ | ------------------ | ---------------------------- | ----------------- | ---------------------- | ------------------------------------------------- |
| Hyunsuk      | 휸숙         | Choi Hyun-suk      | 초이 휸숙                    | 21 avril 1999     | Sud-coréen             | Rappeur, danseur, chanteur et hyung (le plus âgé) |
| Jihoon       | 지훈         | Park Ji-hoon       | 박 지훈                      | 14 mars 2000      | Sud-coréen             | Danseur, chanteur                                 |
| Yoshi        | 요시         | Yoshinori Kanemoto | ヨシノリ / 카네모토 요시노리 | 15 mai 2000       | Sud-coréano / Japonais | Rappeur et danseur                                |
| Junkyu       | 준큐         | Kim Jun-kyu        | 킴 준큐                      | 9 septembre 2000  | Sud-coréen             | Chanteur, Co-Leader                               |
| Jaehyuk      | 재육         | Yoo Jae-hyuk       | 요 재휵                      | 23 juillet 2001   | Sud-coréen             | Danseur, rappeur, chanteur                        |
| Asahi        | 아사히       | Asahi Hamada       | 浜田朝光                     | 20 août 2001      | Japonais               | Chanteur, Co-Leader                               |
| Doyoung      | 도영         | Kim Do-young       | 킴 도영                      | 4 décembre 2003   | Sud-coréen             | Chanteur et danseur                               |
| Haruto       | 하루토       | Haruto Watanabe    | 渡辺春虎                     | 5 avril 2004      | Japonais               | Rappeur                                           |
| Jeongwoo     | 정우         | Park Jeong-woo     | 박 정우                      | 28 septembre 2004 | Sud-coréen             | Chanteur                                          |
| Junghwan     | 중환         | So Jung-hwan       | 소 중환                      | 18 février 2005   | Sud-coréen             | Danseur, chanteur et maknae (le plus jeune)       |

## Anciens Membres
| Nom de scène | Nom de scène | Nom de naissance | Nom de naissance  | Date de naissance | Nationalité | Positions                   | Date de départ  |
| Nom          | Coréen       | Romanisé         | Coréen / Japonais | Date de naissance | Nationalité | Positions                   | Date de départ  |
| ------------ | ------------ | ---------------- | ----------------- | ----------------- | ----------- | --------------------------- | --------------- |
| Mashiho      | 마시호       | Mashio Takata    | 高田ましほ        | 25 mars 2001      | Japonais    | Danseur, chanteur et visuel | 8 novembre 2022 |
| Yedam        | 예담         | Bang Ye-dam      | 방 예담           | 7 mai 2002        | Sud-coréen  | Chanteur                    | 8 novembre 2022 |

## Discographie

### Albums
- 7 août 2020 : The First Step: Chapter One
- 18 septembre 2020 : The First Step: Chapter Two
- 6 novembre 2020 : The First Step: Chapter Three
- 11 janvier 2021 : The First Step: Treasure Effect
- 15 février 2022The Second Step: Chapter One
- 4 octobre 2022 : The Second Step: Chapter Two
- 28 juillet 2023 : Reboot : 2nd Full Album

## Filmographie

### Émissions
| Année     | Titre                  | Rôle         | Nombre épisodes | Chaînes                  |
| --------- | ---------------------- | ------------ | --------------- | ------------------------ |
| 2018-2019 | YG TREASURE BOX        | Participants | 10              | JTBC2 / YouTube / V-Live |
| 2020      | TREASURE               | Principal    | 28 (1-28)       |                          |
| 2021      | TREASURE MAP: Saison 2 | Principal    | 28 (30-58)      |                          |
| 2023      | TREASURE MAP: Saison 3 | Principal    | 17 (60-77)      |                          |
| 2024      | SHINING SOLO           | Principal    | 10              |                          |

### Web drama
| Année | Titre                      | Rôle               | Nombre épisodes | Diffusion                   |
| ----- | -------------------------- | ------------------ | --------------- | --------------------------- |
| 2021  | It's ok, that's friendship | Acteurs principaux | 1               | YouTube : TREASURE (트레저) |
| 2021  | The Mysterious Class (en)  | Acteurs principaux | 8               | YouTube : TREASURE (트레저) |